# Zap (Dakota del Nord)
Zap és una població dels Estats Units a l'estat de Dakota del Nord. Segons el cens del 2000 tenia 231 habitants.

## Demografia
Segons el cens del 2000, Zap tenia 231 habitants, 101 habitatges, i 68 famílies. La densitat de població era de 85,8 hab./km².
Dels 101 habitatges en un 25,7% hi vivien nens de menys de 18 anys, en un 60,4% hi vivien parelles casades, en un 4% dones solteres, i en un 31,7% no eren unitats familiars. En el 29,7% dels habitatges hi vivien persones soles el 14,9% de les quals corresponia a persones de 65 anys o més que vivien soles. El nombre mitjà de persones vivint en cada habitatge era de 2,29 i el nombre mitjà de persones que vivien en cada família era de 2,78.
Per edats la població es repartia de la següent manera: un 21,6% tenia menys de 18 anys, un 5,2% entre 18 i 24, un 25,5% entre 25 i 44, un 33,3% de 45 a 60 i un 14,3% 65 anys o més.
L'edat mediana era de 44 anys. Per cada 100 dones de 18 o més anys hi havia 92,6 homes.
La renda mediana per habitatge era de 30.536 $ i la renda mediana per família de 34.063 $. Els homes tenien una renda mediana de 30.625 $ mentre que les dones 18.125 $. La renda per capita de la població era de 16.175 $. Entorn del 5,2% de les famílies i el 10,9% de la població estaven per davall del llindar de pobresa.

## Poblacions més properes
El següent diagrama mostra les poblacions més properes.